# 대한민국 형법 제201조
대한민국 형법 제201조는 아편흡식과 장소제공죄에 관한 형법 각칙의 조문이다.

## 조문
제201조 【아편흡식 등, 장소제공】 
① 아편을 흡식하거나 몰핀을 주사한 자는 5년 이하의 징역에 처한다.
 ② 아편흡식 또는 몰핀 주사의 장소를 제공하여 이익을 취한 자도 전항의 형과 같다.